# Sklavenkasse
Sogenannte Sklavenkassen wurden gegründet, um (vorwiegend im Mittelmeerraum) von Piraten in die Sklaverei verschleppte  europäische Seeleute freizukaufen. Solche Einrichtungen bestanden je nach Ort bis in das 19. Jahrhundert. Schon im 17. Jahrhundert wurden im Städtebund der Hanse so genannte Sklavenkassen eingeführt. Mitte des 18. Jahrhunderts mussten sich Seeleute und Reeder in Dänemark für eine Art Lösegeldversicherung zwangsverpflichten. Die Versicherungsbeiträge richteten sich nach Ranghöhe und Einkommen der Seeleute.

## Hamburger Sklavenkasse

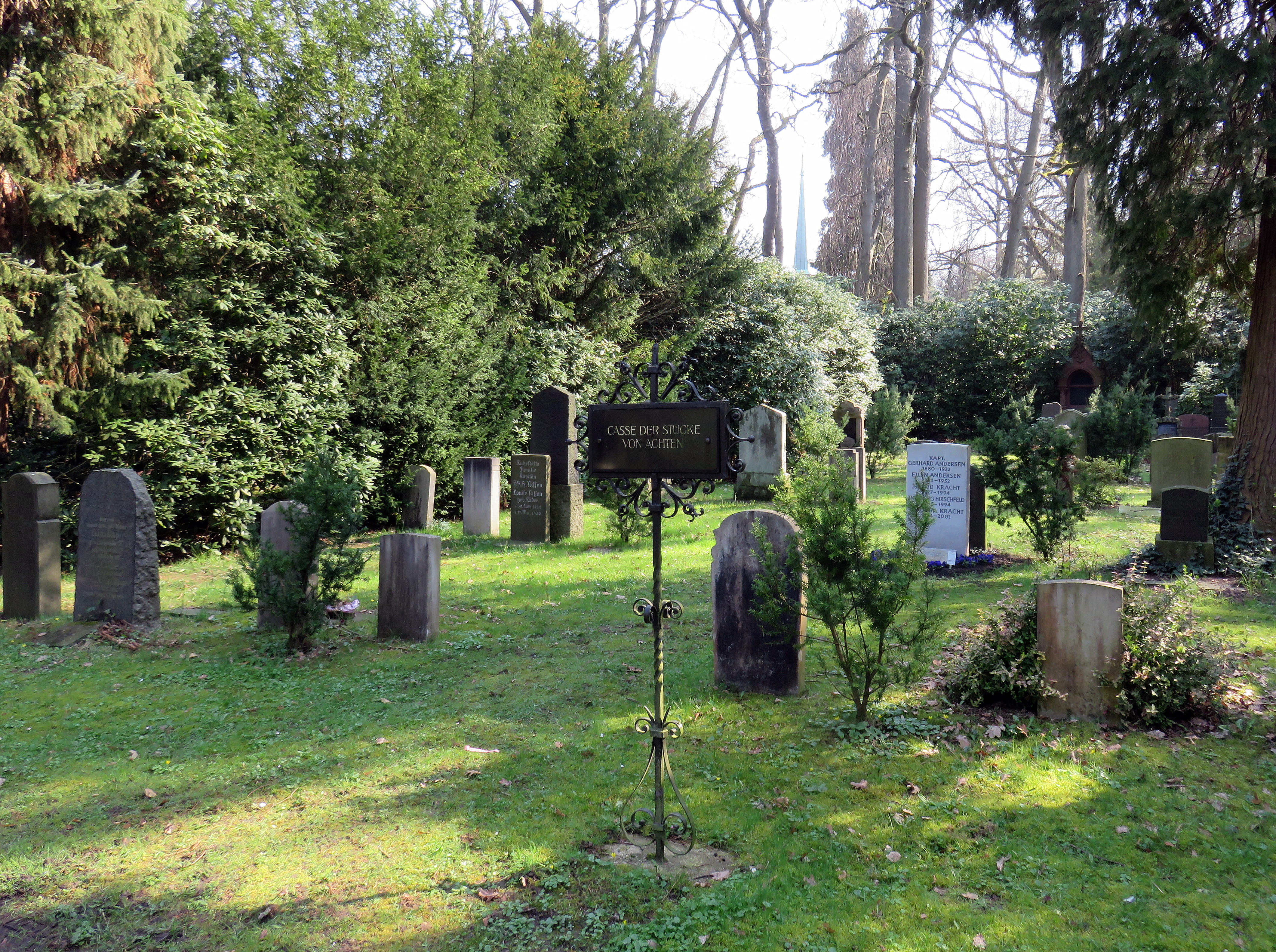
Grabfeld „Casse der Stücke von Achten“, Friedhof Ohlsdorf

Die Hamburger Sklavenkasse wurde im Jahre 1624 durch die Hamburgische Admiralität gegründet, um Hamburger Seeleute freizukaufen, die in die Sklaverei durch nordafrikanische Barbaresken-Korsaren geraten waren. Der Besatzung wurde je nach Rang ein bestimmter Betrag von der Heuer abgezogen. Das Vermögen der Hamburger Sklavenkasse wurde durch regelmäßige Kollekten in den Kirchen der Stadt ergänzt.
Die Hamburger Sklavenkasse beruhte auf der 1622 für Hamburger Kapitäne und Steuerleute errichteten Casse der Stücke von Achten, in die die Mitglieder vor Antritt einer Fahrt einen Betrag zu leisten hatte. Dieser Beitrag war jedoch für einfache Seeleute unerschwinglich. Die Hamburger Sklavenkasse wurde somit zu einer frühen Form der Sozialversicherung.
Allein von 1719 bis 1747 wurden für die Freilassung von 633 Seeleuten 1,8 Millionen „Mark Banco“ gezahlt. Da die Einnahmen dafür nicht reichten, war die Kasse auch auf Spendengelder angewiesen.

## Lübecker Sklavenkasse
Die Lübecker Sklavenkasse wurde im Jahr 1627 vom Rat der Stadt angeordnet und am 8. Mai 1629 eingerichtet. Sie hatte Bestand bis in das 19. Jahrhundert. Wegen des Rückgangs der Lübecker Schifffahrt im Mittelmeerraum war die Sklavenkasse ab dem 18. Jahrhundert hoch liquide. Die letzte Lösegeldzahlung erfolgte 1805. Ihr Restvermögen wurde zur Ablösung des Sundzolls (1857) und des Stader Elbzolls (1861) verwandt, bevor sie am 24. Juli 1861 aufgelöst wurde.